# Список втрачених природоохоронних територій Рівненської області

## Заказники
| Назва та категорія                    | Розташування | Рішення про оголошення                                                                                | Рішення про скасування | Опис |
| ------------------------------------- | --- | --- | --- | --- |
| Білоозерський ландшафтний             | Володимирецький район, між селами Озерці, Рудка, Більська Воля, Березина. | Рішення Рівненської обласної ради № 343 від 22.11.1983 року.                                          | Указ Президента України № 356/99 від 03.04.1999 року                                                                                         | Охоплює частину болотного масиву Коза-Березина, що в долині річки Березини (басейн Стиру), а також лісових та озерних природних комплексів. Включений до Рівненського природного заповідника та припинив існування як самостійний об'єкт. |
| Перебродівський загальнозоологічний   | У Сарненському районі, на схід від села Переброди і на північ від села Старе Село. | Утворено у 1983 році                                                                                  | Указ Президента України № 356/99 від 03.04.1999 року                                                                                         | Площа 16530 га. Територія заказника охоплює частину болотного масиву Переброди. Включений до Рівненського природного заповідника та припинив існування як самостійний об'єкт. |
| Сира Погоня ботанічний                | У межах Рокитнівського району, на північ від села Єльне. | Створений 1984 року.                                                                                  | Указ Президента України № 356/99 від 03.04.1999 року                                                                                         | Площа 13635 га. Територія заказника охоплює частину болотного масиву Кремінне. Включений до Рівненського природного заповідника та припинив існування як самостійний об'єкт. |
| Урочище Бараннє ботанічний            | Дубенське лісове господарство, Радивилівське лісництво, квартали 83, 84, 85, 86, 87 (Радивилівський район).                                                                                    | Рішення виконавчого комітету Рівненської обласної ради народних депутатів від 16 грудня 1986 р. № 345 | Рішення Рівненської обласної ради № 322 від 5 березня 2004 року «Про розширення та впорядкування мережі природно-заповідного фонду області». | Ділянка соснового лісу з багатим трав’яно-чагарниковим ярусом в поєднанні з лісними, степовими, луговими видами. Тут проростає велика кількість рослин, занесених до Червоної Книги УРСР. Площа — 266 га. Причина скасування — всихання насаджень по причині високого залягання крейдяного горизонту. Вік насаджень на момент скасування — 60 років. |
| Вороньківський ботанічний             | Володимирецький держлісгосп, Вороньківське лісництво, квартали 17, 22-26, 28-34, 36-42, 46, 51, 52.                                                                                            | | Рішення Рівненської обласної ради № 322 від 5 березня 2004 року «Про розширення та впорядкування мережі природно-заповідного фонду області». | Площа — 2 020,3 га. Причина скасування: втрата природоохоронної цінності внаслідок порушення гідрологічного режиму та зміни вікової структури насаджень. |
| Любомирський лісовий                  | Дубенський держлісгосп, Любомирське лісництво (Дубенський район, на північ від села Майдан), квартал 69 (виділи 2, 3, 4); квартал 127 (виділи 3, 7, 9, 12); квартал 136 (виділи 1, 2, 4, 5, 6) | Утворено у 1983 році                                                                                  | Рішення Рівненської обласної ради № 322 від 5 березня 2004 року «Про розширення та впорядкування мережі природно-заповідного фонду області». | Ділянка ялинового лісу з наявністю рідкісних рослин занесених до Червоної книги УРСР, властивих Карпатам, місце гніздування чорних лелек. Площа — 88 га. Причина скасування: повний відпад ялини через ураження шкідниками та хворобами лісу. |
| Урочище П'ятий Кар'єр гідрологічний   | Сарненський держлісгосп, Сарненське лісництво, квартали 87, 97, 98 (Сарненський район). | Утворено у 1983 році                                                                                  | Рішення Рівненської обласної ради № 322 від 5 березня 2004 року «Про розширення та впорядкування мережі природно-заповідного фонду області». | Площа — 77 га. Зазначена причина скасування — вироблені торфорозробки, у зв'язку з чим знизився рівень води, що зробило неможливим гніздування водоплавних птахів. |
| Озеро Велике Почаївське гідрологічний | У межах Сарненського району, на південь від села Вербівка. Висоцький лісгоспзаг (Висоцьке л-во, кв. 67, вид. 14; кв. 75, вид. 5; кв. 76, вид. 1).                                              | Створений у 1975 році (як гідрологічна пам'ятка природи).                                             | Рішення Рівненської обласної ради № 98 від 18.06.1991 року.                                                                                  | Площа 58 га. Статус надано для збереження однойменного озера карстового походження. Об'єкт був ліквідований і включений до складу державного ландшафтного заказника загальнодержавного значення «Почаївський». |
| Озеро Стрільське гідрологічний        | В межах Сарненського району на північний захід від села Карасин (Карпилівське л-во: кв. 17, 18, 27, 28).                                                                                       | Створений у 1975 році (як гідрологічна пам'ятка природи).                                             | Рішення Рівненської обласної ради № 98 від 18.06.1991 року.                                                                                  | Площа 15 га. Статус надано для збереження озера овальної форми, завглибшки до 8 м. Об'єкт був ліквідований і включений до складу державного ландшафтного заказника «Карасинський». |

## Заповідні урочища
| Назва та категорія | Розташування | Рішення про оголошення                                                                                   | Рішення про скасування | Опис |
| ------------------ | --- | --- | --- | --- |
| Березовий гай      | Дубенське лісове господарство, Радивилівське лісництво, квартал 117, вид. 2. (Радивилівський район).                                                               | Рішення Рівненської обласної ради народних депутатів від 13 жовтня 1993 року № 213                       | Рішення Рівненської обласної ради № 322 від 5 березня 2004 року «Про розширення та впорядкування мережі природно-заповідного фонду області». | Площа — 1,8 га. Зростання берези чорної штучного походження. Причина скасування — відсутність на ділянці березового насадження. |
| Білогородська дача | Дубенське лісове господарство, Білогородське лісництво, квартал 3, виділи:1, 5, 9, квартал 16 виділ:2 квартал 41 виділ: 3.                                         | Рішення виконавчого комітету Рівненської обласної ради народних депутатів від 22 листопада 1983 р. № 343 | Рішення Рівненської обласної ради № 322 від 5 березня 2004 року «Про розширення та впорядкування мережі природно-заповідного фонду області». | Утворено 1977 року з метою збереження ділянки лісу на схилах з наявністю рідкісних і лікарських рослин.. Площа — 37 га. Причина скасування: через високу повноту насаджень лікарські рослини, які були в наявності раніше — відсутні.                   |
| Білогородське      | Дубенське лісове господарство, Білогородське лісництво, квартал 3.                                                                                                 | Рішення виконавчого комітету Рівненської обласної ради народних депутатів від 22 листопада 1983 р. № 343 | Рішення Рівненської обласної ради № 322 від 5 березня 2004 року «Про розширення та впорядкування мережі природно-заповідного фонду області». | Створено з метою збереження ділянки лісу з наявністю рідкісних і лікарських рослин. Площа - 42 га. Причина скасування: через високу повноту насаджень лікарські рослини, які були в наявності раніше — відсутні.                                        |
| Калин              | Остківський держлісгосп, Біловізьке лісництво, квартал 23, виділ 21.                                                                                               | Рішення Рівненської обласної ради народних депутатів від 28 лютого 1995 року № 33                        | Рішення Рівненської обласної ради № 322 від 5 березня 2004 року «Про розширення та впорядкування мережі природно-заповідного фонду області». | Площа — 16 га. Створений з метою збереження високопродуктивного середньовікового насадження модрини. Причина скасування: втрата природоохоронної цінності. Всихання насаджень модрини через невідповідність лісорослинним умовам.                       |
| Соснові насадження | Дубенський лісгосп, Смизьке лісництво, квартали 10 (виділи 2, 7, 8), 11 (виділи 2, 3, 4), 31 (виділи 3, 4, 7, 11), 32 (виділи 6, 10), 33 (виділи 1, 6, 8, 15, 17). | Рішення виконавчого комітету Рівненської обласної ради народних депутатів від 18 червня 1991 р. № 98     | Рішення Рівненської обласної ради № 322 від 5 березня 2004 року «Про розширення та впорядкування мережі природно-заповідного фонду області». | Природні острівні високопродуктивні насадження сосни звичайної. Площа − 57 га. Зазначена причина скасування — всихання насаджень після хімпідсочки у віці 90-100 років.                                                                                 |
| Язвинець           | Острозький держлісгосп, Біловізьке лісництво, квартал 53, виділи 22-25, 36, 37.                                                                                    | Рішення Рівненської обласної ради народних депутатів від 28 лютого 1995 року № 33                        | Рішення Рівненської обласної ради № 322 від 5 березня 2004 року «Про розширення та впорядкування мережі природно-заповідного фонду області». | Площа — 9,7 га. Зазначена причина скасування — втратив природоохоронну цінність. Модрина європейська потребує багатших ґрунтів, на момент обстеження залишились поодинокі дерева, відбувається природний процес зміни лісових порід з модрини на сосну. |
| Язвинка            | Сарненський держлісгосп, Немовицьке лісництво, квартал 98, виділ 17.                                                                                               | Рішення Рівненської обласної ради народних депутатів від 28 лютого 1995 року № 33                        | Рішення Рівненської обласної ради № 322 від 5 березня 2004 року «Про розширення та впорядкування мережі природно-заповідного фонду області». | Площа — 1,7 га. Створений з метою збереження місць гніздування лелеки чорного. Причина скасування — зникнення на території гнізда лелеки чорного. |